# Rebelle (film canadien, 2012)
Cet article concerne le film de Kim Nguyen. Pour le film d'animation de Mark Andrews et de Brenda Chapman, voir Rebelle.
Pour les articles homonymes, voir Rebelle.
Pour plus de détails, voir Fiche technique et Distribution.
Rebelle est un drame québécois écrit et réalisé par Kim Nguyen, sorti le 28 novembre 2012.
Le film est choisi par le Canada pour le représenter lors de la 85e cérémonie des Oscars dans la catégorie meilleur film en langue étrangère. Le 10 janvier 2013, Rebelle est proposé dans cette catégorie.
Il remporte dix récompenses aux Prix Écrans canadiens 2013. Il remporte aussi le Prix Jutra du meilleur film.

## Synopsis
En pleine guerre civile en Afrique subsaharienne, Komona, une jeune fille de douze ans, est enlevée par des rebelles pour devenir un enfant-soldat. Elle est forcée d'abattre ses deux parents à bout portant. Elle fait la rencontre d'un garçon albinos dont elle va tomber amoureuse.

## Fiche technique
- Titre : Rebelle
- Réalisation : Kim Nguyen
- Scénario : Kim Nguyen
- Directeur de la photographie : Nicolas Bolduc
- Montage : Richard Comeau
- Décor : Josée Arsenault
- Costume : Emmanuel Frechette
- Producteur : Pierre Even et Marie-Claude Poulin
- Production : Item 7 et Shen Studio
- Distribution : Happiness Distribution et Mongrel Media
- Pays :  Canada ( Québec)
- Genre : Drame
- Durée : 90 minutes
- Sortie : 28 novembre 2012

## Distribution
- Rachel Mwanza : Komona
- Serge Kanyinda : Magicien
- Alain Lino Mic Eli Bastien : Commandant-rebelle
- Mizinga Mwinga : Grand Tigre Royal
- Ralph Prosper : Boucher, l'oncle de Magicien
- Jean Kabuya : le prof de gym
- Diane Uwamahoro : la narratrice
- Jupiter Bokondji : le sorcier du Tigre Royal
- Starlette Mathata : la mère de Komona
- Alex Herabo : le père de Komona

## Récompenses et distinctions

### Récompenses
- 2012 : Festival de Berlin : mention spéciale du jury œcuménique et Ours d'argent de la meilleure actrice pour Rachel Mwanza
- 2012 : Festival du film de TriBeCa : meilleur film et meilleure actrice Rachel Mwanza
- 2012 : 84e cérémonie des National Board of Review Awards : top films étrangers de l'année
- 2013 : Vancouver Film Critics Circle Awards : meilleur film canadien, meilleure actrice dans un film canadien pour Rachel Mwanza, meilleur acteur dans un second rôle dans un film canadien pour Serge Kanyinda
- 2013 : Prix Écrans canadiens :
  - Meilleur film
  - Meilleur réalisateur
  - Meilleur scénario original
  - Meilleure direction artistique
  - Meilleures images
  - Meilleur montage
  - Meilleur son d'ensemble
  - Meilleur montage sonore
  - Meilleure actrice pour Rachel Mwanza
  - Meilleur acteur dans un second rôle pour Serge Kanyinda
- Trophées francophones du cinéma 2013 : Meilleure actrice pour Rachel Mwanza
- NAACP Image Awards 2014 : Meilleur film international

### Nominations et sélections
- Oscars 2013 : Oscar du meilleur film en langue étrangère
- Festival Ramdam (Tournai, Belgique)